# Granulé (pharmacie galénique)
Pour les articles homonymes, voir Granulé.
Ne doit pas être confondu avec Granule (pharmacie galénique).
En pharmacie galénique, le granulé est une préparation constituée par des grains solides et secs formés par un agglomérat de particules de poudre. Cette forme galénique est destinée à une administration par voie orale. Elle est également très fréquemment utilisée comme un stade intermédiaire dans la fabrication d'autres formes orales telles que les comprimés, les gélules, les sachets.
Son administration peut se faire dans des conditions très variables : on peut le déglutir tel quel, le croquer ou le dissoudre ou le disperser dans de l'eau ou dans un liquide approprié avant administration.
Selon la Pharmacopée européenne, les granulés peuvent être effervescents, enrobé, à libération modifiée, etc.  